# Dornbirner Ach
Dornbirner Ach är ett vattendrag i Österrike.   Det ligger i förbundslandet Vorarlberg, i den västra delen av landet, 500 km väster om huvudstaden Wien.
Runt Dornbirner Ach är det i huvudsak tätbebyggt. Runt Dornbirner Ach är det tätbefolkat, med 319 invånare per kvadratkilometer.